# Katzhütte
Katzhütte è un comune di 1 267 abitanti della Turingia, in Germania.
Appartiene al circondario (Landkreis) del Saalfeld-Rudolstadt (targa SLF) ed è parte della Verwaltungsgemeinschaft Schwarzatal.